# Mafia Mike
Mafia Mike, właściwie Michał Nosowicz (ur. 15 grudnia 1982 w Opolu) – polski DJ i producent muzyczny odpowiedzialny za projekty takie jak:  Wet Fingers, Somaa, MIYO. Na rynku muzycznym od 2000 roku. Początkowo udzielał się na śląskiej scenie muzyki chillout i house po czym w 2003 wyjechał do Warszawy, gdzie mieszka i tworzy do dziś.
Od 2004 do 2014 roku współpracował z Dj Adamusem w projekcie Wet Fingers, polską formacją z gatunku House i Electro. w 2012 Nagrał wraz z Marcinem Nierubcem album Somaa – Milion Gwiazd. W 2017 roku wraz z Jonatanem Chmielewskim (Johny Black) utworzył projekt producencki MIYO.

## Dyskografia

### Single
- Mafia Mike – The Establishment (2005)[1]
- Adamus & Mafia Mike pres Wet Fingers – Nu Limit
- Adamus & Mafia Mike pres Wet Fingers – Hi Fi Superstar
- Mafia Mike – Make Me (feat Dominique) (2007)
- Mafia Mike – Lately (2008)
- Mafia Mike – Got To Be (2010)[2]

### Albumy i EP
- Mafia Mike – Orange EP (2008, Nine Records)[3]
- Mafia Mike – From Beggining Till Now (2009, Nine Records)[4]
- Wet Fingers – Hi Fi Superstar (2008, 001 Records)[5]
- Wet Fingers – Clubbing Dancing & Romancing (2011, Polskie Nagrania Muza)[6]
- MIYO – Zrob Ten Krok EP (2019, Sony Music Entertainment Poland)[7]
- MIYO – MIYO (2021, Sony Music Entertainment Poland)[8]
- Nosowicz – Feu de bois (2022, Sirin Music)[9]

### Utwory do filmów
- Sala Samobójców (Turn Me On, Rock With Me, Like This)
- Big Love (Love Step Dub)
- Disco Polo

## Nagrody
| Rok  | Nagrodzone dzieło/projekt      | Nagroda                             | Rola                                     |
| ---- | ------------------------------ | ----------------------------------- | ---------------------------------------- |
| 2009 | Wet Fingers                    | Duet Roku radia FAMA                | Członek zespołu                          |
| 2018 | Smolasty "Uzależniony"         | Platynowa Płyta za sprzedaż singla  | Producent / Współautor                   |
| 2018 | MIYO "Caly Świat" ft Young Igi | Złota Płyta za sprzedaż singla      | Producent / Współautor / Członek zespołu |
| 2018 | Smolasty "Fake Love"           | Złota Płyta za sprzedaż singla      | Producent / Współautor                   |
| 2019 | Smolasty Fake Love (Album)     | Złota Płyta za sprzedaż albumu      | Producent / Współautor                   |
| 2021 | MIYO „Będzie lepiej" ft. Tymek | Diamentowa Płyta za sprzedaż singla | Producent / Współautor / Członek zespołu |